# Mimosa (cocktail)
Pour les articles homonymes, voir Mimosa.
Le mimosa est un cocktail à base de champagne (ou de vin mousseux) et de jus d'agrumes glacé, généralement du jus d'orange. Il est traditionnellement servi dans une grande flûte à champagne.

## Histoire
Le mimosa aurait été créé à l'Hôtel Ritz de Paris par Frank Meier vers 1925. On en trouve trace dans le livre de 1936 The Artistry of Mixing Drinks du même Frank Meier.
Son nom proviendrait de la ressemblance entre la couleur et la texture de la boisson et celles de la fleur du mimosa des fleuristes.

## Variantes
Le Buck's Fizz (en) est un cocktail similaire, inventé quelques années plus tôt à Londres, qui a deux fois plus de champagne que de jus d'orange.
Le poinsettia est un cocktail de canneberge et de champagne (parfois avec de la vodka et / ou du Cointreau).
Le megmosa est un cocktail similaire, inventé par M. Sheppard sur la côte Est des États-Unis, composé à parts égales de champagne et de jus de pamplemousse, généralement garni de framboises.
Agua de Valencia est un cocktail à base de cava (ou champagne), jus d'orange, vodka et gin.
Un cocktail d'ananas et de champagne est appelé un soleil.